# Top 300 Capital
Top 300 Capital este o listă cu cei mai bogați 300 de români, întocmită anual de revista financiară Capital. În noiembrie 2002 a apărut prima ediție a topului.